# رسالة الملائكة
رِسالةُ المَلائِكة هيَ الأُخْتُ الشَّقِيقةُ لكتاب المَعَرِّيِّ الشهير رِسَالة الغُفْران، أَلَّفَها وهُوَ فِي طَوْرِ كُهُولَتِه، وَضَمَّنَها قَدْرًا جَلِيلًا مِن فَنِّه وأَدَبِه الرَّاقي.

## نبذة
يَستَخدِمُ أَبُو العَلاءِ المَعَرِّيُّ حِوَارًا تَخيُّلِيًّا بَيْنَهُ وبَيْنَ المَلائِكةِ لِيُجِيبَ مِن خِلالِه عَن تَساؤُلات، ويُناقِشَ مَسائِلَ لُغَوِيَّةً صَرْفِيَّةً طَرَحَها عليهِ بَعْضُ الطَّلَبة، فَآثَرَ أنْ يَتَعامَلَ مَعَها هَذا التَّعامُلَ الأَدَبِيَّ الأَنِيقَ الَّذِي يَجْمَعُ بَيْنَ المُتْعةِ والفائِدةِ فِي آنٍ واحِد. وتَظهَرُ في الرِّسالَةِ ثَقَافةُ المَعَرِّيِّ الواسِعةُ وتَمَكُّنُه مِن عُلومِ اللُّغةِ العَرَبِيةِ وأَدَبِيَّاتِها، وهَو يَخْتارُ شَواهِدَهُ بعِنَايةٍ شَدِيدة، ويُنَوِّعُ أَسالِيبَه الإِنْشائِيَّةَ بمَا يَضْمَنُ أَفْضَلَ أَدَاءٍ لِلفِكْرَة. ويُرْجِعُ بَعْضُ الباحِثِينَ أَهَمِّيَّةَ هَذا الكِتابِ إلَى قِيمةِ المَسائِلِ الصَّرْفِيَّةِ الَّتِي عالَجَها المَعَرِّي؛ إِذْ إنَّها تُوَضِّحُ بِجَلاءٍ تَمَكُّنَهُ مِن عِلْمِ الصَّرْفِ تَمَكُّنًا نادِرًا تَفَوَّقَ فِيهِ عَلى كَثِيرِين، مِن حَيْثُ القُدْرَةُ عَلى مُعالَجةِ نَوادِرِه وَمُعْضِلَاتِه.

## النشر
انتهى أبو العلاء المعري من كتابة رسالته، في 434 هـ (بين عامي 1043 و1044 م)، ونشرته دار صادر، بتحقيق محمد سليم الجندي عضو المجمع العلمي العربي الدمشقي، وتوفر مؤسسة هنداوي، نسخة ثانية صادرة ومتاحة مجانًا بشكل قانوني؛ حيث إن نص الكتاب يقع في نطاق الملكية العامة تبعًا لقوانين الملكية الفكرية.